# Al-Qamar
Al-Qamar “A Lua” (do árabe: سورة القمر) é a quinquagésima quarta sura do Alcorão e tem 55 ayats. Alguns versos da sura se referem ao fracionamento da lua.